# Sigy-en-Bray
Sigy-en-Bray ist eine französische Gemeinde mit 487 Einwohnern (Stand 1. Januar 2022) im Département Seine-Maritime in der Region Normandie (vor 2016 Haute-Normandie). Sie gehört zum Arrondissement Dieppe und ist Teil des Kantons Gournay-en-Bray (bis 2015 Argueil). 

## Geographie
Sigy-en-Bray liegt etwa 50 Kilometer ostnordöstlich von Rouen an der Andelle. Umgeben wird Sigy-en-Bray von den Nachbargemeinden Rouvray-Catillon im Norden, La Ferté-Saint-Samson im Nordosten, Argueil im Osten, Le Mesnil-Lieubray im Südosten, La Hallotière im Süden, la Chapelle-Saint-Ouen im Südwesten, Bois-Guilbert im Westen sowie Bosc-Édeline im Nordwesten.

## Geschichte
Am 1. Januar 2017 wurde die Ortschaft Saint-Lucien aus der Gemeinde ausgegliedert und wieder eigenständig. Bis 1973 war Saint-Lucien eine eigenständige Gemeinde gewesen.

## Bevölkerungsentwicklung
| Jahr                      | 1962 | 1968 | 1975 | 1982 | 1990 | 1999 | 2006 | 2013 |
| Einwohner                 | 439  | 409  | 549  | 533  | 527  | 559  | 599  | 738  |
| Quelle: Cassini und INSEE |      |      |      |      |      |      |      |      |

## Sehenswürdigkeiten

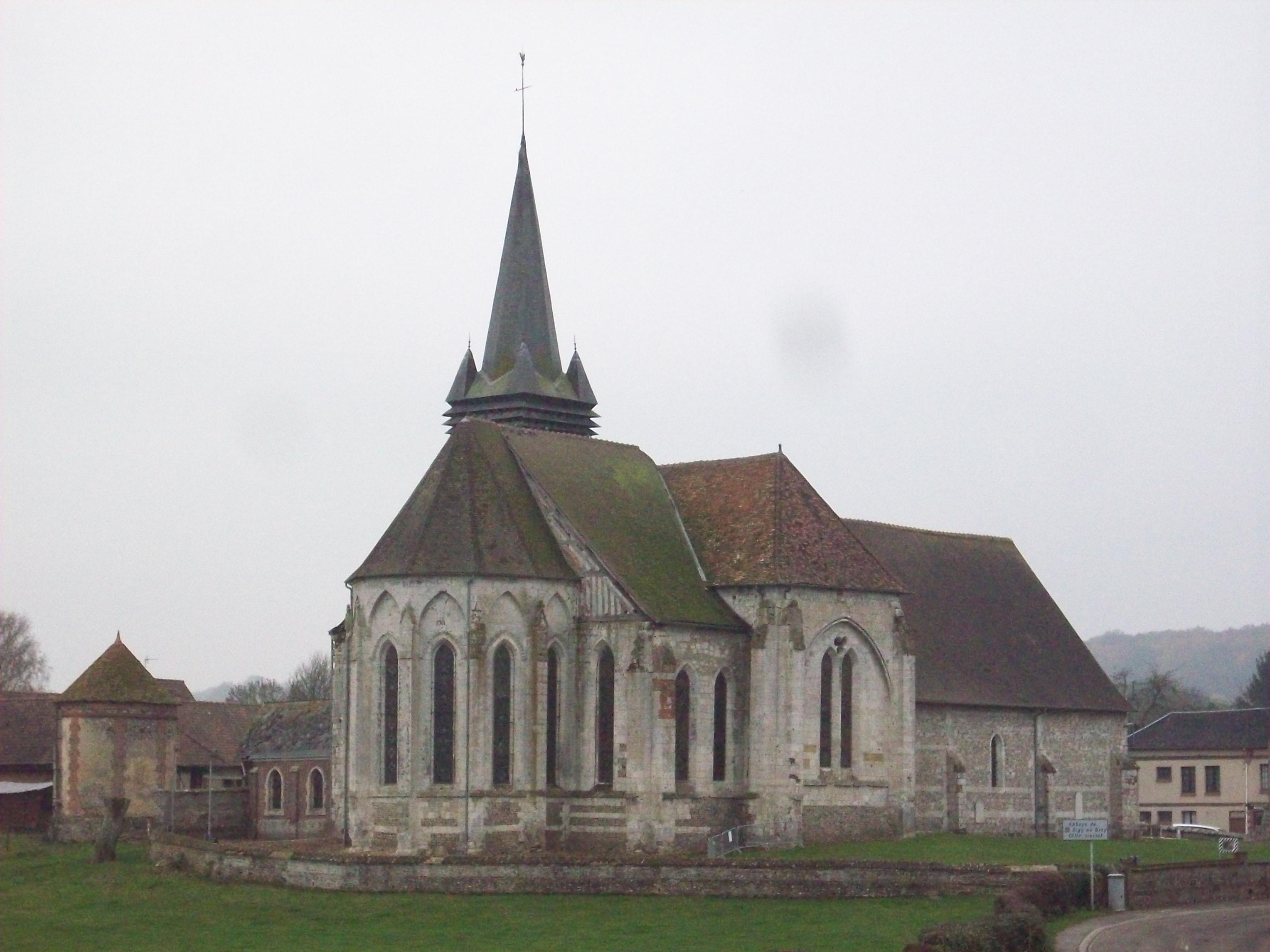
Kirche Saint-Martin

- Kirche Saint-Martin, ehemaliges Kloster